# Rikard II av Normandie

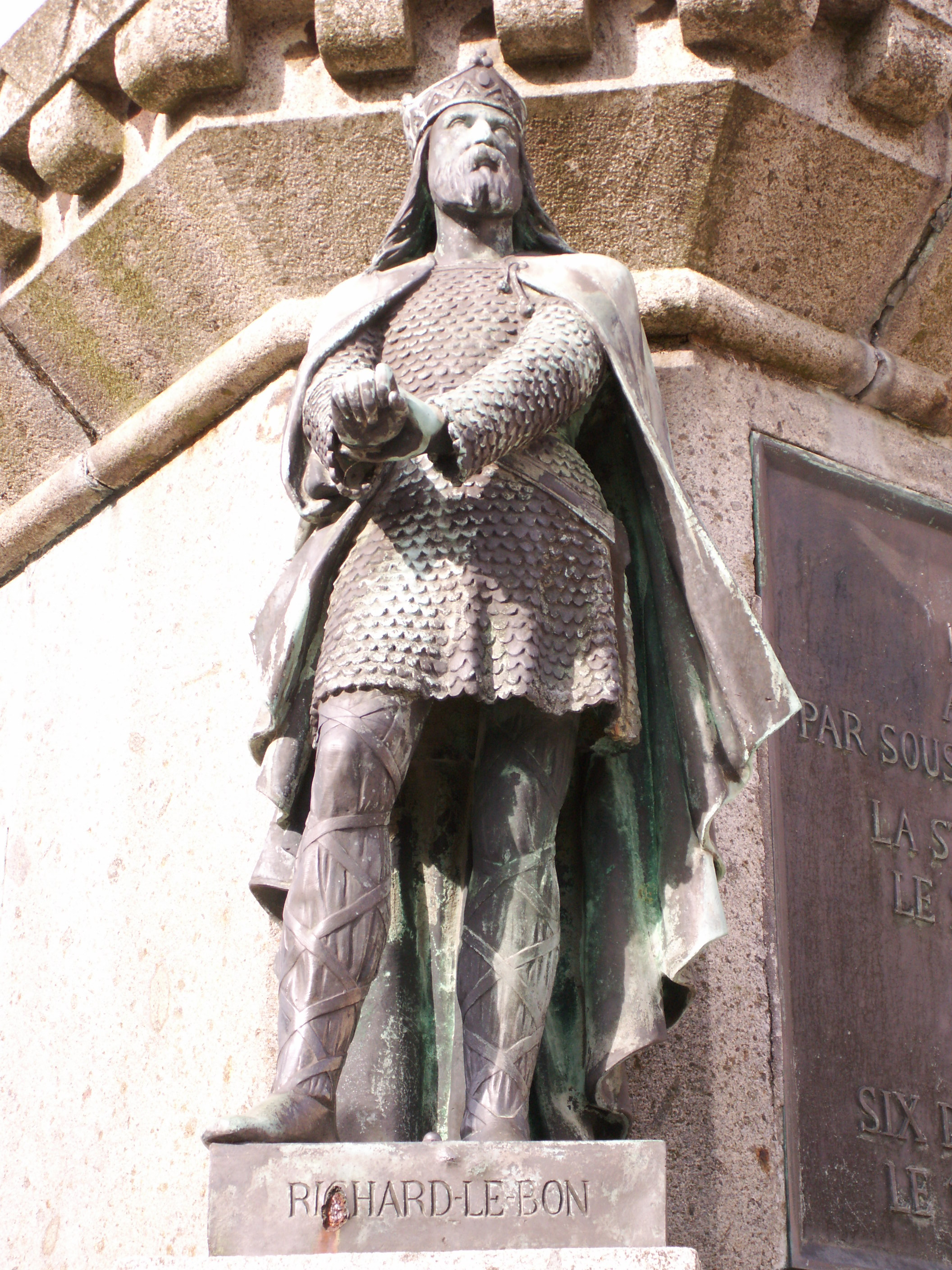
Rickard II av Normandie

Rikard II av Normandie, även kallad den gode, född före 996, död 28 augusti 1027 (andra uppgifter säger 1026), var regerande hertig av Normandie mellan 996 och 1026.
Son till Rikard I av Normandie och hans frilla Gunnor. Rikard var den förste som kallade sig hertig av Normandie; under minderårigheten kallades han dock fortfarande greve eller markgreve (franska: comte, marquis).

## Minderårigheten
När fadern dog 996 var Rikard av allt att döma minderårig och missnöjet med Rikards I regering - han hade varit en herre med hårda nypor, som undertryckt både vasallerna och bönderna, för att befrämja inre enhet och försvaret utåt - riktades nu mot den nye härskaren. Först ut var bönderna som drog samman en ansenlig här och började angripa sina herrar på deras gårdar. Det var ett Jacquerie (senare franskt bondeuppror) i mindre skala. Förmyndarrådet sände nu hertig Rikards fars halvbror, Raoul d'Ivry - senare greve av Ivry - mot bönderna, varefter upproret slogs ned med stor grymhet. Efter segern - eller slakten - lät Raoul enligt traditionen hugga av händer och fötter på ett stort antal av de tillfångatagna bönderna. Nu följde enligt vissa källor (Dudon de Saint-Quentin) ytterligare ett uppror, denna gång bland vasallerna, med en viss Vilhelm d'Hiémois i spetsen. Flera av de mäktigaste jordägarna inom aristokratin ogillade det regerande husets utbredning - illegitima ättlingar till hertigarna Rikard och Vilhelm, innehade många av de högsta äreposterna i samhället och allt mer av hertigdömets jord i förläning - och ville själva antingen få kontroll över den unge omyndige hertigens person, eller så helt enkelt avsätta honom och välja en ny hertig ur sina egna led. Återigen var det Raoul d'Ivry som fick förtroendet att slå ned resningen, vilket han genomförde med samma precision som när det gällt bondeupproret. Efter ett antal avrättningar sänkte sig ett skenbart lugn över hertigdömet.

## Rikard II fattar själv tyglarna - reformer
Från början av 1000-talet tycks Rikard själv ha övertagit styrelsen och de följande tjugo åren blev kanske den mest produktiva perioden vad gällde genomförandet av hertigdömets administrativa, förvaltningsmässiga och militära organisation. Hertigen började med att göra en ny indelning av jordarna, där han satte de nybildade grevskapen främst - bl.a. Ivry, Évreux, Mortain, Hiémois och Eu - med vicomtskap och baronat i andra och tredje hand. Som modell för sitt reformarbete hade han den feodala indelningen i Frankrike. För att undvika att de redan mäktiga normandiska vasallerna fick ökat inflytande, gav han inte mindre än 5 av de nyinstiftade grevskapen till släktingar - de så kallade Robertiderna. Bönderna bands nu hårdare till jordarna - kanske en följd av revolten 996 - och inledningen till en renodlad feodalism såg dagens ljus. En av Rikards främsta gärningar var skapandet av ett verkligt normandiskt hov efter franskt mönster. Här omgav sig hertigen med länsherrar och släktingar, som underhölls av lekare, musikanter m.m., allt enligt fransk sed. Banden mellan hertigen och hans vasaller stärktes och en normandisk-fransk identitet började framträda, i takt med att allt fler fransmän, bretagnare m.fl. nationaliteter flockades till det normandiska hovet och dess allt mer omtalade hertig.

## Utrikespolitik
Rikard hade ärvt flera oförsonliga fiender av sin far, bl.a. greve Folque Nerra av Anjou, som under Rikards I senare regeringsår invaderat Bretagne, Normandies nära allierade och tillfogat de förenade bretagnsk-normandiska härarna ett svårt nederlag vid Conquereuil 992. Nu ställdes Rikard II inför ett svårt dilemma. Hur skulle han kunna återvinna det normandiska inflytandet över nedre Bretagne? Samtidigt som han försåg städer i Bretagne med normandiska garnisoner och förde ett mer eller mindre öppet krig med angevinerna, arbetade han på att stärka de dynastiska banden mellan de båda hertigliga husen. Resultatet blev ett dubbelbröllop, först mellan Geoffroi, hertig av Bretagne och Rikards halvsyster Havoise och sedan mellan honom själv och Geoffrois syster Judith av Bretagne. Efter det utträngdes det angevinska inflytandet allt mer i Bretagne. 
1006 Deltog Rikard som kungens av Frankrike allierade i ett fälttåg mot Baudoin av Flandern. Fälttåget ledde inte till några omedelbara resultat men Baudoin tvingades så småningom underteckna en fred på basis av status quo. Ytterligare ett hot mot den franska kronan var avvärjt. Robert II av Frankrike visade sin tacksamhet mot Rikard genom att bekräfta hans mer eller mindre självtagna hertigtitel.
Med en annan stormakt, Blois, pågick en löpande konflikt under början av 1000-talet. Den härleddes ur ett giftermål mellan greve Eudes II av Blois och en av Rikards halvsystrar, varvid hon skulle få staden Dreux i hemgift och denna i sin tur skulle överlämnas till Eudes. När systern dog krävde Rikard tillbaka hemgiften - det vill säga Dreux - men Eudes vägrade att ge upp den blomstrande staden, varefter båda sidor vädjade till svärden för att avgöra frågan. Efter resultatlösa strider, sökte både Rikard och Eudes medling av sina grannar och fick det. En förlikning undertecknades i Coudres; Eudes behöll Dreux och ersatte Rikard med kontanter.
Med en av de mäktigaste grannarna England hade Normandie invecklade relationer. Fram till och under stora delar av Rikards II regering var Normandie och Bretagne tummelplats för danska, norska och svenska vikingar, vilka "mellanlandade" på sin väg söderut för att plundra längs med Europas kuster. Bl.a. drabbades England hårt av nordmännens strandhugg. Det gick så långt att engelsmännen sände ut straffexpeditioner mot Normandiets och Bretagnes kuster - bl.a. under kung Ethelred - för att straffa normanderna för deras hjälp till sina stamfränder från norr. Det blev Rikard II som lyckades komma till ett samförstånd med engelsmännen. Från och med 1010-talet var större vikingaflottor, eller ens mindre avdelningar av långskepp, inte längre välkomna längs med hertigdömets kuster.

## Sammanfattning
Rikards II regering blev en av de mest avgörande för utvecklingen av hertigdömet Normandie. Feodalismen infördes och blev den administrativa, ekonomiska och militära grunden för det senare så starka Normandie. Det starka uppbåd av ryttare och fotsoldater som 1066 skulle komma att erövra England, hade aldrig kunnat samlas om inte Rikard II genomfört sina reformer ungefär 50 år tidigare.

## Anfäder
|                        |  |  |  |  |  |  |  |                       |  |  |  |  |  |  |  |                                          |  |  |  |  |  |  |  | Rollo av Normandie |
|                        |  |  |  |  |  |  |  |                       |  |  |  |  |  |  |  |                                          |  |  |  |  |  |  |  |                    |
|                        |  |  |  |  |  |  |  |                       |  |  |  |  |  |  |  | Vilhelm I av Normandie Vilhelm Långsvärd |  |  |  |  |  |  |  |                    |
|                        |  |  |  |  |  |  |  |                       |  |  |  |  |  |  |  |                                          |  |  |  |  |  |  |  |                    |
|                        |  |  |  |  |  |  |  |                       |  |  |  |  |  |  |  |                                          |  |  |  |  |  |  |  | Poppa av Bayeux    |
|                        |  |  |  |  |  |  |  |                       |  |  |  |  |  |  |  |                                          |  |  |  |  |  |  |  |                    |
|                        |  |  |  |  |  |  |  | Rikard I av Normandie |  |  |  |  |  |  |  |                                          |  |  |  |  |  |  |  |                    |
|                        |  |  |  |  |  |  |  |                       |  |  |  |  |  |  |  |                                          |  |  |  |  |  |  |  |                    |
|                        |  |  |  |  |  |  |  |                       |  |  |  |  |  |  |  | Sprota                                   |  |  |  |  |  |  |  |                    |
|                        |  |  |  |  |  |  |  |                       |  |  |  |  |  |  |  |                                          |  |  |  |  |  |  |  |                    |
| Rikard II av Normandie |  |  |  |  |  |  |  |                       |  |  |  |  |  |  |  |                                          |  |  |  |  |  |  |  |                    |
|                        |  |  |  |  |  |  |  | Gunnor av Normandie   |  |  |  |  |  |  |  |                                          |  |  |  |  |  |  |  |                    |
|                        |  |  |  |  |  |  |  |                       |  |  |  |  |  |  |  |                                          |  |  |  |  |  |  |  |                    |

## Giftermål och barn
1. Judit av Rennes (996- )
2. Papia av Envermeu
3. Enligt traditionen, men på grund av den politiska situationen knappast troligt, var hans tredje hustru Estrid Svensdotter av Danmark

### Barn med Judit av Rennes
1. Rickard III av Normandie född 997, död 1027
2. Robert I av Normandie född 999, död 1035
3. William, munk i Fécamp, död 1025
4. Adélaide, gift med Renaud I, greve av Burgund
5. Eleanor (eller Ainor eller Judith), gift med greve Baldwin IV av Flandern
6. Matilda, död 1033

### Barn med Poppa
1. Mauger, ärkebiskop av Rouen
2. William av Talou, greve av Arques